# Aprilia Motó
La Motó è una motocicletta dell'Aprilia prodotta in un'unica cilindrata (650 cm³), inserita tra quelle del segmento stradale della casa motociclistica di Noale. Il nome completo è Aprilia Motò 6.5, in cui 6.5 ricorda la cilindrata del motore. È stata prodotta tra il 1995 e il 1996. I dati sul numero dei pezzi prodotti sono contrastanti: alcune fonti giornalistiche riportano circa 4.000 moto prodotte, ma dalle numerazioni dei telai prodotti, verosimilmente il numero dovrebbe superare i 6.000 esemplari. Degli esemplari prodotti più della metà sono stati venduti all'estero, soprattutto nel nord Europa. Le moto prodotte per l'Italia hanno i numeri di telaio che partono da zero, mentre quelle per l'estero hanno numeri da 50.000 in su. Le moto prodotte per il mercato estero erano poco dissimili da quelle italiane anche se alcune uscivano dalla fabbrica già pronte per nazioni con la guida a sinistra (con faro anteriore differente) o con la strumentazione tarata in miglia.
Le Motò prodotte nel 1995 avevano un solo rubinetto sul serbatoio della benzina, posizionato in modo che la benzina arrivasse al carburatore per caduta. Questo però non consentiva di usare tutto il carburante contenuto nel serbatoio. Alla fine del 1995 fu quindi deciso di spostare il rubinetto più in basso, aggiungendone un secondo sull'altro lato del serbatoio. Questo nuovo posizionamento rese necessaria l'installazione di una pompa a depressione per il carburante. Aprilia decise di richiamare tutti i proprietari delle motò con un solo rubinetto, sostituendo gratuitamente il vecchio serbatoio col nuovo.
In entrambi i casi le moto prodotte nel 1995 riportano, prima del numero, la sigla S (stabilimento di Scorzè) mentre quelle prodotte nel 1996 hanno la sigla TN (stabilimento di Noale).
La Motò fu prodotta in 3 colorazioni: grigio/orange, grigio/avorio e nero/antracite. La versione grigio/avorio non fu mai importata in Germania e Gran Bretagna.

## La storia
La Motò fu presentata al Motor Show di Bologna nel dicembre 1994 e le consegne iniziarono nel giugno 1995. Dopo i primi 2 anni però le vendite cominciarono a calare e la Motò fu tolta dal listino Aprilia e molti pezzi restarono invenduti presso i concessionari. Forse era troppo "avanti", con le sue linee arrotondate, forse non aveva una chiara destinazione (non era una moto da enduro ma nemmeno una moto stradale), ma non fu mai accettata dai motociclisti tradizionali, i suoi acquirenti furono soprattutto attratti dal nome di Starck e dall'estetica così particolare.
Per la Motò Starck progettò anche una serie di accessori che comprendeva anche caschi e abbigliamento per motociclisti; furono però messi in produzione solo lo zainetto-borsa da serbatoio e due tipi di borse laterali, tutti in cordura nera, oltre ad un parabrezza in plexiglas e al portapacchi posteriore.

## Il contesto

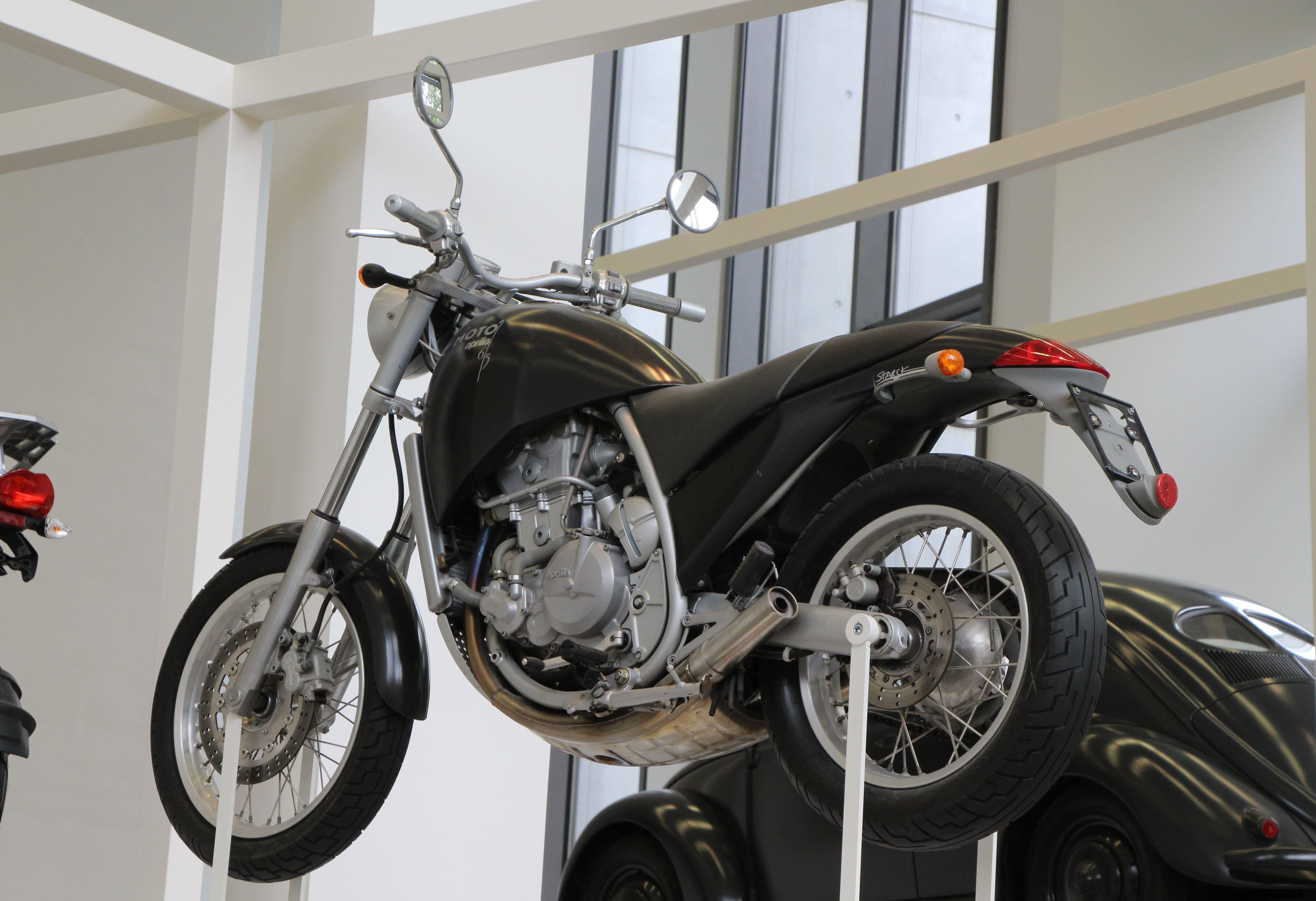
Vista posteriore

La sua maggiore particolarità è la linea estetica, commissionata nel 1993 a Philippe Starck, caratterizzata dalla presenza di forme tondeggianti sia nel telaio che nelle sovrastrutture. In seguito a questo modello, nel 1996, venne presentato un ulteriore prototipo sempre progettato da Starck, denominato XRay, con motore bicilindrico 1000 cm³ da 130 cavalli che non giunse però mai alla produzione di serie anche a causa dell'insuccesso commerciale della Motò.
Meccanicamente era dotata di un propulsore monocilindrico a 4 tempi prodotto dall'austriaca Rotax che già equipaggiava altri modelli Aprilia del tempo come la Pegaso. In questa versione alimentata a carburatore, la potenza erogata era di circa 43 cavalli con una coppia di 53 N m. Il motore era lo stesso, collaudatissimo, anche della BMW F650, anch'essa sviluppata e prodotta da Aprilia. Mentre il Pegaso aveva un doppio carburatore che portava la potenza a 50 cavalli, per la Motò fu deciso di adottare un carburatore più piccolo per avere una potenza inferiore ma soprattutto una migliore fluidità di erogazione; infatti questa motocicletta fu progettata per motociclisti non esperti e, come diceva Starck, doveva risultare facile e amichevole. La Motò montò anche alcune soluzioni innovative nella produzione motociclistica di serie, come la marmitta nascosta sotto al motore o il radiatore convesso verso l'esterno.
L'impianto frenante era con freni a disco singoli, sia all'anteriore che al posteriore.